# Whiteout - Incubo bianco
Whiteout - Incubo bianco (Whiteout) è un film del 2009 diretto da Dominic Sena, ispirato all'omonimo fumetto del 1999, scritto da Greg Rucka e disegnato da Steve Lieber.
Il film è uscito nelle sale cinematografiche italiane il 2 ottobre 2009.

## Trama
Carrie Stetko è una poliziotta che lavora come sceriffo federale in Antartide, luogo ostile dal freddo glaciale, dove per sei mesi all'anno non sorge il sole. È il luogo perfetto per il suo isolamento volontario da dove cerca di sfuggire ai fantasmi del passato. Ma la sua tranquillità verrà ben presto scossa da un brutale omicidio, che scoprirà essere opera di un feroce killer che si aggira nella sua giurisdizione. Il medico della base e suo vecchio amico John Fury analizzando il cadavere troverà strane cuciture. Carrie si ritroverà a collaborare col funzionario ONU Robert Pryce di cui tuttavia la poliziotta fatica a fidarsi inoltre dovranno risolvere il caso prima che i dipendenti lascino la base a causa della notte in Antartide (che durerà diversi mesi). L'uomo si rivela tuttavia affidabile e i due, aiutati anche dal loro pilota Delfy (una figura essenziale per spostarsi in quel territorio impervio) scoprono che il mistero è legato ad un aereo sovietico che molti anni addietro ebbe un incidente sul luogo, dovuto ad un vero e proprio massacro svoltosi all'interno dell'abitacolo.
Stetko ha uno scontro fisico con l'assassino: essendosi tolta il guanto sinistro, la donna perde l'uso di mignolo e anulare a causa del freddo ed è costretta, una volta tornata in base, a farseli amputare da John. Quando l'assassino viene intercettato appena dopo aver ucciso un potenziale testimone, la Stetko scopre che si tratta di Russell Haden, un pilota della base che in passato aveva provato ad avere un approccio sessuale con lei. Dopo aver interrogato l'uomo in maniera non proprio ortodossa ed averlo incarcerato, questi riesce a scappare ed a ferire quasi mortalmente Delfy salvato in tempo da John. Carrie e Pryce sono costretti a rinunciare a lasciare la base nell'unico viaggio aereo previsto, ma riescono a intercettare Haden prima che riesca a scappare in aereo e, nel corso di una violenta colluttazione, riescono ad avere la meglio su di lui, a rubargli la borsa e a ucciderlo facendolo trasportare via dalla tempesta tagliando le sue imbracature di sicurezza. Eppure i due non trovano nulla di prezioso nella borsa...
Grazie a Doc, costretto a rimanere lì anche lui, Delfy è fuori pericolo; Carrie sospetta la presenza di un collaboratore del criminale che sia partito in aereo portando via il carico prezioso, ma dopo aver contattato tramite radio Sam, il capo della base, le perquisizioni sul mezzo e i bagagli non danno alcun frutto. La Stetko confessa a Pryce che quando era una detective fu tradita dal suo partner, Jack, il quale liberò il pericoloso criminale che avevano arrestato e prima di fuggire l'aveva anche aggredita,
ma lei riuscì a neutralizzarlo; e spiega che, vedendo le chiavi delle manette e sentendo la falsa segnalazione di Jack, lo affrontò finendo per sparargli, motivo per cui oltre a non fidarsi molto degli altri iniziò a dubitare delle sue capacità; Pryce, comunque, riesce a consolarla.
Grazie a un fax spedito da Sam, Carrie confronta il materiale rimasto alla base con le informazioni appena ricevute e scopre i cadaveri ai quali, durante l'indagine, non aveva dato il permesso di rientro; scucendo però  le suture del primo cadavere (le quali, realizza la donna, erano state eseguite da John) Carrie vi trova dei diamanti giganteschi, capendo che l'amico è coinvolto. John le confessa tutto: avendo sacrificato la sua vita per ritrovarsi in un posto isolato, aveva accettato di far parte di un traffico di diamanti; pur di non affrontare le conseguenze del suo gesto, però, decide di suicidarsi consegnandosi al gelo del posto. Sei mesi dopo Carrie, Pryce e Delfy, ormai guarito del tutto, vivono ancora in armonia nella base e pronti a lasciarla appena si potrà. La Stetko chiede finalmente il trasferimento, pronta ad affrontare la normale vita da poliziotta senza farsi condizionare dai traumi del proprio passato; il film termina con la donna che esce per una ricognizione e osserva, finalmente, il sorgere del sole.

## Produzione
Il primo annuncio relativo alla realizzazione dell'opera risale al 1999, anno in cui la Columbia Pictures acquistò i diritti per la trasposizione cinematografica dell'omonima graphic novel. Dopo la scrittura di una prima sceneggiatura ed un primo casting, il film fu messo in stand by per via di carenze di fondi; anni dopo i diritti furono ceduti alla Universal Pictures, che affidò la produzione alla Dark Castle Entertainment. Infine nel 2007 la Warner Bros. ha acquisito i diritti per distribuire l'opera, decidendo di affidarne la regia a Dominic Sena, il quale si era precedentemente definito un grande fan della graphic novel. Nello stesso mese fu annunciata anche Kate Beckinsale come attrice protagonista. Il film è stato girato in Canada, tra il Manitoba e a Montréal Québec. Il budget speso è stato di 35 milioni di dollari.

## Distribuzione
Il film è stato distribuito in USA a partire dall'11 settembre 2009, mentre in Italia è arrivato con circa un mese di ritardo a partire dal 2 ottobre. La pubblicazione nel mercato home video è avvenuta invece nel gennaio 2010, sia nel formato DVD che nel formato Blu-ray.

## Accoglienza

### Incassi
Nonostante un'ottima performance nel suo primo weekend, il film è successivamente calato a picco nel botteghino internazionale, arrivando ad incassare soli 17,8 milioni di dollari: si tratta di circa metà della cifra spesa per la sua produzione.

### Critica
Il film è stato giudicato molto negativamente dalla critica. Il sito web insidemovies.com lo inserì nella sua lista dei 10 film peggiori dell'anno, mentre Rotten Tomatoes gli assegna solo il 7% degli apprezzamenti e un voto di 3,5 su 10 sulla base di ben 113 recensioni. Su Metacritic gli viene invece assegnato un punteggio di 28 su 100 sulla base di 19 recensioni.